# 圣卡泰里娜-维拉尔莫萨
圣卡泰里娜-维拉尔莫萨（義大利語：Santa Caterina Villarmosa），是意大利西西里大区卡尔塔尼塞塔省的一个市镇。总面积75.1平方公里，人口5738人，人口密度76.4人/平方公里（2009年）。ISTAT代码为085017。